# Trachinus pellegrini
Trachinus pellegrini és una espècie de peix de la família dels traquínids i de l'ordre dels perciformes.
Els adults poden assolir els 20 cm de longitud total. Es troba des del Senegal fins a Nigèria, incloent-hi les Canàries i Cap Verd. També a Mauritània.